# Дефтердар
Дефтердар (від перс. دفتردار daftardâr, دفتر daftar + دار dâr. Перське "daftar" походить від грецького слова "διφθέρα" - шкіра, переважно козяча, з якої виготовляли матеріал для письма, звідси - грамота, книга) - міністр фінансів і головний скарбник у Османській імперії з 14 по 19 століття. У 19 столітті стає Maliye Naziri (міністр фінансів). 
З початку дефтердари відповідали за податкові реєстри (дефтери) Османської імперії. Фінансове відомство (дефтерхане) очолював головний скарбник - башдефтердар (від. тур. baş - головний), який одночасно був дефтердаром Румелії. Окремо призначилися дефтердар Анатолії і дефтердар прибережных міст Анатолії, Румелії і Стамбула. Кожний дефтердар відповідав за одним з підрозділів відомства під загальним керівництвом башдефтердара. Дефтердари розглядали пропозиції, скарги, готували фірмани та берати з фінансових питань. Дефтердари доповідали султанові про стан речей у своїх підрозділах.
Відомий державний службовець, дефтердар і хроніст кінця 17 - початку 18 століття Сарі Мехмет-паша був автором книги про мистецтво управління державою Nesayihü’l-vüzera ve’l-ümera (Поради для візирів і правителів) або Kitab-ı Güldeste (Антологія). Книга містить розділи, присвячені якостям, які повинен мати кожний великий візир або державний службовець. Він пояснює, як може зашкодити державі хабарництво та інші прояви корупції. Крім того він розглядає фінансове та економічне становище держави, пояснює витоки зловживань та пропонує шляхи вирішення цих проблем. 